# Catharina Broomé
Catharina Birgitta Anna Broomé, född 15 september 1923 i Stockholm, död 17 juli 2007, dominikanersyster sedan 1940-talet, teologie hedersdoktor och ledamot i Sampsalmkommittén, tillika psalmförfattare och översättare. Broomé gav också ut många böcker rörande romersk-katolskt tros- och kyrkoliv. Av hennes översättningar har särskilt Tusen skäl att leva av Hélder Câmara och  Östkyrkans mystiska teologi av den ryskortodoxe teologen Vladimir Lossky rönt uppskattning.
Broomé finns representerad i Den svenska psalmboken 1986 med fyra verk. (nr 12, 16, 221 och 301). Hon är begravd på Katolska kyrkogården i Stockholm.

## Psalmer
- Brist ut, min själ, i lovsångs ljud (1986 nr 12) bearbetad 1984
- Guds Andes kraft ger liv åt allt (Psalmer och sånger nr 397), 1986
- Hur ljuvligt det är att möta (1986 nr 301) bearbetad 1984
- Jesus, det eneste, (Psalmer och sånger nr 375) översatt från norskan till Jesus, det skönaste, 1984
- Kom, låt oss nu förenas här (1986 nr 16) bearbetad 1984
- Skynda till Jesus, Frälsaren kär (1986 221) bearbetad 1984